# Klubowy Puchar Europy w szachach (1993)
1993 – dziewiąty sezon Klubowego Pucharu Europy w szachach. Zwyciężył francuski Lyon-Oyonnax.

## Format rozgrywek
Po raz pierwszy w historii wprowadzono fazę grupową. Zespoły podzielono na siedem grup. Zwycięzcy awansowali do fazy finałowej, w której grał również gospodarz.

## Uczestnicy
W nawiasie podano średni ranking Elo. Kursywą zaznaczono drużynę, która nie była uprawniona do awansu z grupy. Źródło: OlimpBase

- Barbican Chess Club (2303)
- Invicta Knights Maidstone (2219)
- Dinamo Hayastan (2510)
- Margareten Winterthur Wiedeń (2492)
- Merkur Versicherung Graz (2455)
- CC Anderlecht (?)
- K Antwerpse SK (2328)
- Bosna Sarajewo (2558)
- Mladost-Novogradnja Zagrzeb (2520)
- Mursa Osijek (2426)
- Banik ČSA Karwina (2355)
- Bohemians Praga (2370)
- SK1968 (2000)
- Reval Sport Tallinn (?)
- Matinkylän SK (2290)
- CS Clichy (2511)
- La Dame Blanche Auxerre (2428)
- Lyon-Oyonnax (2614)
- Iraklio OAA (2000)
- SO Kalitea (?)
- SO Patras (?)
- Egrisi Senaki (2000)
- Katalonia (2365)
- UGA Barcelona (2507)
- Hilversums SG (2536)
- Volmac Rotterdam (2568)
- Douglas Chess Club (2088)
- Taflfélag Garðabæjar (2305)
- Bikurey Haetim Czerniak Tel Awiw (2389)
- ASA Phoenix Tel Awiw (2502)
- Gambit Bonnevoie (2204)
- Daugavpils LB (?)
- Bayern Monachium (2588)
- Hamburger SK (2490)
- SC Stadthagen (2501)
- Miedź Legnica (2403)
- Boavista FC (2385)
- TLP Lisboa (2397)
- Chorda Czelabińsk (2545)
- CSKA Moskwa (?)
- Petersburg (?)
- RAT Bukareszt (2478)
- ELAI Bratysława (?)
- Lokomotíva Trnawa (2315)
- Iskra Ljubljana (2448)
- Paisley YMCA Chess Club (2323)
- SK Rockaden Stockholm (2448)
- Garant-Donbas Ałczewsk (2535)
- Nidum Liberals (2078)
- Rhyddings Swansea (2000)
- Honvéd ASE (2496)
- Zalaegerszegi Csuti Antal SK (2442)
- CSG Luigi Centurini (2207)

## Rozgrywki

### Faza grupowa

#### Grupa 1
W Londynie. Źródło: OlimpBase
Ćwierćfinały, 17 września 1993
| Barbican Chess Club – SC Stadthagen ½:5½      |
| Volmac Rotterdam – Taflfélag Garðabæjar 4:2   |
| Matinkylän SK – Petersburg w/o +-             |
| SK Rockaden Stockholm – Rhyddings Swansea 5:1 |

O miejsca 5–8, 18 września 1993
| Barbican Chess Club – Rhyddings Swansea 5½:½ |
| Taflfélag Garðabæjar wolny los               |

Półfinały, 18 września 1993
| Volmac Rotterdam – Matinkylän SK 5½:½     |
| SK Rockaden Stockholm – SC Stadthagen 3:3 |

O 5. miejsce, 19 września 1993
| Taflfélag Garðabæjar – Barbican Chess Club 3½:2½ |

O 3. miejsce, 19 września 1993
| Matinkylän SK – SC Stadthagen w/o +- |

Finał, 19 września 1993
| Volmac Rotterdam – SK Rockaden Stockholm 2½:3½ |

| Msc | Zespół                | M | W | R | P |
| --- | --------------------- | - | - | - | - |
| 1   | SK Rockaden Stockholm | 3 | 3 | 0 | 0 |
| 2   | Volmac Rotterdam      | 3 | 2 | 0 | 1 |
| 3   | Matinkylän SK         | 1 | 0 | 0 | 1 |
| 4   | SC Stadthagen         | 2 | 1 | 0 | 1 |
| 5   | Taflfélag Garðabæjar  | 2 | 1 | 0 | 1 |
| 6   | Barbican Chess Club   | 3 | 1 | 0 | 2 |
| 7   | Rhyddings Swansea     | 2 | 0 | 0 | 2 |

#### Grupa 2
W Luksemburgu. Źródło: OlimpBase
Ćwierćfinały, 24 września 1993
| Daugavpils LB – La Dame Blanche Auxerre w/o -+ |
| SK1968 – CSKA Moskwa w/o +-                    |
| Lokomotíva Trnawa – Mursa Osijek 1½:4½         |
| Hamburger SK – Gambit Bonnevoie 5½:1½          |

O 5. miejsce, 25 września 1993
| Lokomotíva Trnawa – Gambit Bonnevoie 5½:1½ |

Półfinały, 25 września 1993
| La Dame Blanche Auxerre – Hamburger SK 3½:2½ |
| Mursa Osijek – SK1968 4:2                    |

O 3. miejsce, 26 września 1993
| Hamburger SK – SK1968 2½:3½ |

Finał, 26 września 1993
| La Dame Blanche Auxerre – Mursa Osijek 3:3 |

| Msc | Zespół                  | M | W | R | P |
| --- | ----------------------- | - | - | - | - |
| 1   | La Dame Blanche Auxerre | 2 | 2 | 0 | 0 |
| 2   | Mursa Osijek            | 3 | 2 | 0 | 1 |
| 3   | SK1968                  | 2 | 1 | 0 | 1 |
| 4   | Hamburger SK            | 3 | 1 | 0 | 2 |
| 5   | Lokomotíva Trnawa       | 2 | 1 | 0 | 1 |
| 6   | Gambit Bonnevoie        | 2 | 0 | 0 | 2 |

#### Grupa 3
W Wiedniu. Źródło: OlimpBase
Półfinały, 24 sierpnia 1993
| Margareten Winterthur Wiedeń – Egrisi Senaki 4½:1½ |
| ELAI Bratysława – Iraklio OAA w/o -+               |

Finał, 25 sierpnia 1993
| Iraklio OAA – Margareten Winterthur Wiedeń 2½:3½ |

| Msc | Zespół                       | M | W | R | P |
| --- | ---------------------------- | - | - | - | - |
| 1   | Margareten Winterthur Wiedeń | 2 | 2 | 0 | 0 |
| 2   | Iraklio OAA                  | 1 | 0 | 0 | 1 |
| 3   | Egrisi Senaki                | 1 | 0 | 0 | 1 |

#### Grupa 4
W Portorožu. Źródło: OlimpBase
Ćwierćfinały, 18 września 1993
| Bosna Sarajewo – Bikurey Haetim Czerniak Tel Awiw 5:1 |
| Iskra Ljubljana – SO Patras w/o +-                    |
| RAT Bukareszt – Garant-Donbas Ałczewsk 1½:4½          |
| Miedź Legnica – CC Anderlecht w/o +=                  |

O 5. miejsce, 19 września 1993
| RAT Bukareszt – Bikurey Haetim Czerniak Tel Awiw 4:2 |

Półfinały, 19 września 1993
| Iskra Ljubljana – Bosna Sarajewo ½:5½        |
| Garant-Donbas Ałczewsk – Miedź Legnica 3½:2½ |

O 3. miejsce, 20 września 1993
| Iskra Ljubljana – Miedź Legnica 4½:1½ |

Finał, 20 września 1993
| Bosna Sarajewo – Garant-Donbas Ałczewsk 3½:2½ |

| Msc | Zespół                           | M | W | R | P |
| --- | -------------------------------- | - | - | - | - |
| 1   | Bosna Sarajewo                   | 3 | 3 | 0 | 0 |
| 2   | Garant-Donbas Ałczewsk           | 3 | 2 | 0 | 1 |
| 3   | Iskra Ljubljana                  | 2 | 1 | 0 | 1 |
| 4   | Miedź Legnica                    | 2 | 0 | 0 | 2 |
| 5   | RAT Bukareszt                    | 2 | 1 | 0 | 1 |
| 6   | Bikurey Haetim Czerniak Tel Awiw | 2 | 0 | 0 | 2 |

#### Grupa 5
W Balatonberény. Źródło: OlimpBase
Ćwierćfinały, 7 września 1993
| Nidum Liberals – Honvéd ASE 0:6                       |
| SO Kalitea – Dinamo Hayastan w/o -+                   |
| Reval Sport Tallinn – Chorda Czelabińsk w/o -+        |
| CSG Luigi Centurini – Mladost-Novogradnja Zagrzeb 1:5 |

O 5. miejsce, 8 września 1993
| Nidum Liberals – CSG Luigi Centurini 1½:4½ |

Półfinały, 8 września 1993
| Mladost-Novogradnja Zagrzeb – Honvéd ASE 2½:3½ |
| Dinamo Hayastan – Chorda Czelabińsk 3:3        |

O 3. miejsce, 9 września 1993
| Dinamo Hayastan – Mladost-Novogradnja Zagrzeb 2:4 |

Finał, 9 września 1993
| Honvéd ASE – Chorda Czelabińsk 3:3 |

| Msc | Zespół                      | M | W | R | P |
| --- | --------------------------- | - | - | - | - |
| 1   | Honvéd ASE                  | 3 | 3 | 0 | 0 |
| 2   | Chorda Czelabińsk           | 2 | 1 | 0 | 1 |
| 3   | Mladost-Novogradnja Zagrzeb | 3 | 2 | 0 | 1 |
| 4   | Dinamo Hayastan             | 2 | 0 | 0 | 2 |
| 5   | CSG Luigi Centurini         | 2 | 1 | 0 | 1 |
| 6   | Nidum Liberals              | 2 | 0 | 0 | 2 |

#### Grupa 6
W Clichy. Źródło: OlimpBase
Ćwierćfinały, 17 września 1993
| TLP Lisboa – Bayern Monachium 0:6                     |
| Douglas Chess Club – Zalaegerszegi Csuti Antal SK 1:5 |
| Banik ČSA Karwina – CS Clichy 2:4                     |
| Merkur Versicherung Graz – K Antwerpse SK 4:2         |

O miejsca 5–8, 18 września 1993
| TLP Lisboa – Douglas Chess Club 5:1      |
| K Antwerpse SK – Banik ČSA Karwina 2½:3½ |

Półfinały, 18 września 1993
| Merkur Versicherung Graz – Bayern Monachium 3:3 |
| Zalaegerszegi Csuti Antal SK – CS Clichy 1:5    |

O 7. miejsce, 19 września 1993
| K Antwerpse SK – Douglas Chess Club 3½:2½ |

O 5. miejsce, 19 września 1993
| TLP Lisboa – Banik ČSA Karwina 3:3 |

O 3. miejsce, 19 września 1993
| Bayern Monachium – Zalaegerszegi Csuti Antal SK 5:1 |

Finał, 19 września 1993
| Merkur Versicherung Graz – CS Clichy 2½:3½ |

| Msc | Zespół                       | M | W | R | P |
| --- | ---------------------------- | - | - | - | - |
| 1   | CS Clichy                    | 3 | 3 | 0 | 0 |
| 2   | Merkur Versicherung Graz     | 3 | 2 | 0 | 1 |
| 3   | Bayern Monachium             | 3 | 2 | 0 | 1 |
| 4   | Zalaegerszegi Csuti Antal SK | 3 | 1 | 0 | 2 |
| 5   | Banik ČSA Karwina            | 3 | 2 | 0 | 1 |
| 6   | TLP Lisboa                   | 3 | 1 | 0 | 2 |
| 7   | K Antwerpse SK               | 3 | 1 | 0 | 2 |
| 8   | Douglas Chess Club           | 3 | 0 | 0 | 3 |

#### Grupa 7
W Barcelonie. Źródło: OlimpBase
Ćwierćfinały, 1 października 1993
| UGA Barcelona – Bohemians Praga 4:2                    |
| Invicta Knights Maidstone – ASA Phoenix Tel Awiw 1½:4½ |
| Paisley YMCA Chess Club – Lyon-Oyonnax 1:5             |
| Katalonia – Boavista FC 3:3                            |

O miejsca 5–8, 2 października 1993
| Bohemians Praga – Invicta Knights Maidstone 3:3 |
| Paisley YMCA Chess Club – Katalonia 2:4         |

Półfinały, 2 października 1993
| Lyon-Oyonnax – ASA Phoenix Tel Awiw 4½:1½ |
| Boavista FC – UGA Barcelona 1½:4½         |

O 7. miejsce, 3 października 1993
| Bohemians Praga – Paisley YMCA Chess Club 4½:1½ |

O 5. miejsce, 3 października 1993
| Katalonia – Invicta Knights Maidstone 4:2 |

O 3. miejsce, 3 października 1993
| ASA Phoenix Tel Awiw – Boavista FC 4:2 |

Finał, 3 października 1993
| Lyon-Oyonnax – UGA Barcelona 3½:2½ |

| Msc | Zespół                    | M | W | R | P |
| --- | ------------------------- | - | - | - | - |
| 1   | Lyon-Oyonnax              | 3 | 3 | 0 | 0 |
| 2   | UGA Barcelona             | 3 | 2 | 0 | 1 |
| 3   | ASA Phoenix Tel Awiw      | 3 | 2 | 0 | 1 |
| 4   | Boavista FC               | 3 | 1 | 0 | 2 |
| 5   | Katalonia                 | 3 | 2 | 0 | 1 |
| 6   | Invicta Knights Maidstone | 3 | 1 | 0 | 2 |
| 7   | Bohemians Praga           | 3 | 1 | 0 | 2 |
| 8   | Paisley YMCA Chess Club   | 3 | 0 | 0 | 3 |

### Faza finałowa
W Hilversum. Źródło: OlimpBase

#### Ćwierćfinały
10 grudnia 1993
| Lyon-Oyonnax – CS Clichy 4½:1½                   |
| Bosna Sarajewo – La Dame Blanche Auxerre 4½:1½   |
| Honvéd ASE – SK Rockaden Stockholm 3½:2½         |
| Hilversums SG – Margareten Winterthur Wiedeń 4:2 |

#### O miejsca 5–8
11 grudnia 1993
| CS Clichy – Margareten Winterthur Wiedeń 3½:2½      |
| SK Rockaden Stockholm – La Dame Blanche Auxerre 2:4 |

#### Półfinały
11 grudnia 1993
| Lyon-Oyonnax – Hilversums SG 5:1 |
| Bosna Sarajewo – Honvéd ASE 3:3  |

#### O 7. miejsce
12 grudnia 1993
| Margareten Winterthur Wiedeń – SK Rockaden Stockholm 5½:½ |

#### O 5. miejsce
12 grudnia 1993
| La Dame Blanche Auxerre – CS Clichy 3:3 |

#### O 3. miejsce
12 grudnia 1993
| Hilversums SG – Bosna Sarajewo 1½:4½ |

#### Finał
12 grudnia 1993
| Honvéd ASE – Lyon-Oyonnax 2:4 |

1. József Horváth – Joël Lautier ½:½
2. Tibor Tolnai – Viswanathan Anand 0:1
3. Csaba Horváth – Walerij Sałow 0:1
4. Zoltán Almási – Josif Dorfman ½:½
5. József Pálkövi – Anatolij Wajser ½:½
6. Ildikó Mádl – Mehrshad Sharif ½:½

#### Klasyfikacja
| Msc | Zespół                       | M | W | R | P |
| --- | ---------------------------- | - | - | - | - |
| 1   | Lyon-Oyonnax                 | 3 | 3 | 0 | 0 |
| 2   | Honvéd ASE                   | 3 | 2 | 0 | 1 |
| 3   | Bosna Sarajewo               | 3 | 2 | 0 | 1 |
| 4   | Hilversums SG                | 3 | 1 | 0 | 2 |
| 5   | La Dame Blanche Auxerre      | 3 | 2 | 0 | 1 |
| 6   | CS Clichy                    | 3 | 1 | 0 | 2 |
| 7   | Margareten Winterthur Wiedeń | 3 | 1 | 0 | 2 |
| 8   | SK Rockaden Stockholm        | 3 | 0 | 0 | 3 |